# Mattias Sjögren
Mattias Sjögren (* 27. November 1987 in Landskrona) ist ein schwedischer Eishockeyspieler auf der Position des Centers und rechten Flügelstürmers, der seit April 2018 erneut beim Rögle BK aus der Svenska Hockeyligan unter Vertrag steht.

## Karriere
Sjögren spielte in seiner Juniorenzeit bei IF Lejonet, ehe er ab 2003 in der Nachwuchsabteilung von Rögle BK aktiv war. Dort durchlief er die U18- und U20-Junioren-Mannschaften. In der Saison 2004/05 – im Alter von 17 Jahren – gab er bereits sein Debüt für Rögle in der zweitklassigen HockeyAllsvenskan. Ab der Saison 2005//06 gehörte er schließlich dauerhaft zum Seniorenkader, mit dem er am Ende der Spielzeit 2007/08 den Meistertitel der Allsvenskan feierte. Über die Kvalserien qualifizierte sich die Mannschaft zudem für die Elitserien.
Nach zwei guten Jahren mit Rögle in der Elitserien und der zwischenzeitlichen Ernennung zum Assistenzkapitän wurde er im April 2010 vom Ligakonkurrenten Färjestad BK unter Vertrag genommen. Mit Färjestad errang er am Ende der Saison 2010/11 den Schwedischen Meistertitel. Anfang Juni 2011 unterzeichnete er als Free Agent einen Kontrakt für zwei Spielzeiten bei den Washington Capitals. In den folgenden zwei Jahren wurde er von den Capitals bei den Hershey Bears in der American Hockey League eingesetzt und in der zweiten Hälfte der Saison 2011/12 an den Färjestad BK ausgeliehen.
Im Mai 2013 wurde er vom Linköpings HC verpflichtet und gehörte dort in den folgenden zwei Jahren zu den Leistungsträgern. Am Ende der Saison 2014/15 erhielt er die Peter Forsberg Trophy als bester Stürmer der Svenska Hockeyligan. Anschließend verließ er den LHC und wurde von Ak Bars Kasan aus der Kontinentalen Hockey-Liga verpflichtet. Nach einem Jahr in der KHL zog es ihn in die Schweiz: Im Juni 2016 unterschrieb er einen Vertrag bei den ZSC Lions aus der National League und gewann mit diesen 2018 den Schweizer Meistertitel. Anschließend kehrte er zu Rögle BK zurück.

### International
Nachdem Sjögren bereits einige Auftritte für die U20-Junioren seines Heimatlandes bestritten hatte und für die Seniorenauswahl im Rahmen der Euro Hockey Tour zu Einsätzen gekommen war, wurde er zur Weltmeisterschaft 2011 in der Slowakei erstmals für ein großes Turnier nominiert.

## Erfolge und Auszeichnungen
- 2008 Meister der HockeyAllsvenskan und Aufstieg in die Elitserien mit Rögle BK
- 2011 Schwedischer Meister mit Färjestad BK
- 2015 Peter Forsberg Trophy
- 2018 Schweizer Meister mit den ZSC Lions

### International
- 2011 Silbermedaille bei der Weltmeisterschaft
- 2014 Bronzemedaille bei der Weltmeisterschaft

## Elitserien-Statistik
(Stand: Ende der Saison 2014/15)